# Dom lordova
Dom lordova (engleski: House of Lords ili House of Peers) je Gornji dom britanskog dvodomnog parlamenta.

## Povijest
Dom lordova vuče korijene iz 11. st., iz Witansa tijela tadašnjih anglosaskih vladara, sastavljenog od savjetnika, dvorskih ministara i visokih crkvenih prelata. Iz tog instituta je tijekom 13. i 14. st. izrastao parlament.
Tijekom 14. st.a profiliraju se dva odvojena doma engleskog parlamenta; Donji dom (House of Commons) u koji ulaze predstavnici gradova i grofovija i Gornji dom u koji ulaze nadbiskupi, biskupi, opati i priori dakle Gospodari duha (Lords Spiritual) uz feudalno plemstvo (Lords Temporal). Tijekom 15. st. tadašnji feudalni gospodari (Lords Temporal) postali su nasljedni lordovi, tek tad se ustanovio institut perstva, i podjela na 5 plemićkih razreda; vojvode (duke), markize (marquess), grofove (earl), vikonte (viscount) i barune.
Nakon ukidanja samostana 1539., biskupi i lordovi zemljoposjednici (Lords Temporal) postaju većina u Domu lordova. Tijekom Engleskog građanskog rata 1642., biskupi su isključeni iz Doma lordova, ali su vraćeni 1661. Jedno vrijeme nakon rata 1649. (tijekom vladavine Olivera Cromwella) Dom lordova je i čak ukinut, ali je obnovljen 1660. nakon povratka na tron Charlesa II.
Tijekom 18. st., nakon ujedinjenja sa Škotskom. (1707.) i Irskom (1800.) stvoren je jedinstveni parlament, a njihovo cjelokupno plemstvo ušlo je u Dom lordova. Mančesterskim zakonom o biskupima (The Bishopric of Manchester Act ) iz 1847. (i nekim kasnijim) ograničio se broj biskupa koji imaju pravo biti zastupnici u Domu lordova na 26, pa umirovljeni biskupi to više nisu mogli biti. Zakonom o sudskom prizivu iz 1876. otpočela je pravosudna funkcija Doma lordova, pa je monarh imenovao prve Pravne lordove (Law Lords/Lords of Appeal in Ordinary), koji su tako postali prvi doživotni lordovi.
Dom lordova odbacio je prijedlog budžeta koji im je dala na izglasavanje tadašnja Liberalna vlast 1909. godine. Zauzvrat su Liberali pripremili zakon kojim se ograničava pravo Doma lordova da odlučuje o zakonima koji su izglasani u Donjem domu parlamenta (House of Commons). Zakon o parlamentu iz 1911. ograničio je ovlasti Doma lordova, jer dotad nijedan zakon nije mogao biti usvojen ako nije prošao izglasavanje u Domu lordova. Odsad su oni mogli samo prolongirati usvajanje novog zakona do najduže dvije godine, osim u slučaju, zakona koji se odnose na budžet kad mogu prolongirati zakon do najviše mjesec dana.
Od 1922. Irska više ne daje zastupnike za Dom lordova. Parlament je 1948. pooštrio vlastiti zakon iz 1911., pa je otad Dom lordova mogao prolongirati stupanje na snagu nekog zakona, na najviše godinu dana. Zakonom o doživotnom perstvu (The Life Peerages Act) iz 1958. omogućeno je imenovanje novih plemića (lordova), zaslužnih za unapređenje života u Britaniji – jednom izabrani oni su to pravo uživali do kraja života, ali ne i njihovi potomci. Otprilike u isto vrijeme regulirana su i njihova materijalna prava, od naknada za dane provedene na sjednicama doma, do naknada za odvojeni život.
Zakonom o Domu lordova (The House of Lords Act) iz 1999. ukinuto je pravo većini nasljednih lordova, na mjesto u parlamentu, ali je prilikom usvajanja zakona, prihvaćen amandman kojim je to pravo zadržalo 92 starih lordova. Zakonom o ustavnoj reformi iz 2005. Dom lordova prestao je biti britanski Vrhovni sud, time je ujedno završena trojaka funkcija Lorda kancelara (Lord Chancellor) koji je dotad bio predsjednik suda, predsjedatelj Doma lordova i član vlade. Umjesto njega za predsjedatelja doma 2006. izabran je Lord Speaker. Od 2009. Dom lordova više ne obavlja sudsku funkciju, već se ona prenosi na novoustanovljeni britanski Vrhovni sud, čiji su prvi članovi imenovani iz redova dotadašnjih Pravnih lordova (Law Lords).
Tadašnji zamjenik britanskog premijera u svibnju 2011., predložio je Nacrt zakona o reformi Doma lordova. Po njemu budući saziv Gornjeg doma imat će samo 300 članova (80 % izabranih i 20 % imenovanih). Taj nacrt pripremila je komisija sastavljena od članova iz oba doma, u kolovozu 2012. vlast je objavila da je pustila zakon u proceduru usvajanja.
Od 1. listopada 2010. na snazi je novi sustav plaćanja naknada i troškova zastupnicima Doma lordova.
Po tom novom sistemu, svi oni članovi Doma lordova koji ne rade na nekoj od plaćenih funkcija (a to je velika većina) imaju pravo na novčanu naknadu za svaki dan proveden na zasjedanju u visini od 150 ili 300 £. Ta jedinstvena naknada, zamjenjuje sve dotadašnje, u koji su bile uključene razne dnevnice, odvojeni život, uredski troškovi. Time je uvedeno novo pravilo da se pravo na naknadu ostvaruje prisustvovanjem sjednicama, a ne time što se recimo odvojeno živi.

## Struktura
Dom lordova ima najmanje 670 članova tj. lordova, a trenutačno ih ima 792.
Oni se dijele na Gospodare duha ili Duhovne lordove (Lords Spiritual), u koji ulaze nadbiskup Canterburyja, nadbiskup Yorka, biskupi Durhama, Londona, Winchestera i još 21 biskupa Engleske crkve. Drugu tradicionalnu skupinu predstavljaju Nasljedni lordovi ili perovi (Hereditary peers) čiji je broj od 1999. sveden na 92 člana. Treću skupinu formiraju Pravni lordovi (Law Lords) koji se regrutiraju od sudaca najviših britanskih sudova (Court of Appeal i High Court of Justice), ali u njihov sastav više ne ulaze suci škotskog krivičnog suda (Scottish Criminal Cases Review Commission). Četvrtu najveću skupinu formiraju izabrani lordovi (Life peers), kojima je ta titula dodijeljena zbog specijalnih zasluga za britansko društvo, koji u taj dom ulaze od zakona izglasanog 1958. (Life Peerages Act), njihov broj je radikalno povećan dopunom zakona 1980.

## Povezano i članci
- Donji dom (House of Commons)

## Vanjske poveznice
- House of Lords na portalu Encyclopædia Britannica
- Members of the House of Lords na portalu Parliament UK